# Eclépens
Eclépens (toponimo francese) è un comune svizzero di 1 036 abitanti del Canton Vaud, nel distretto di Morges.

## Monumenti e luoghi d'interesse

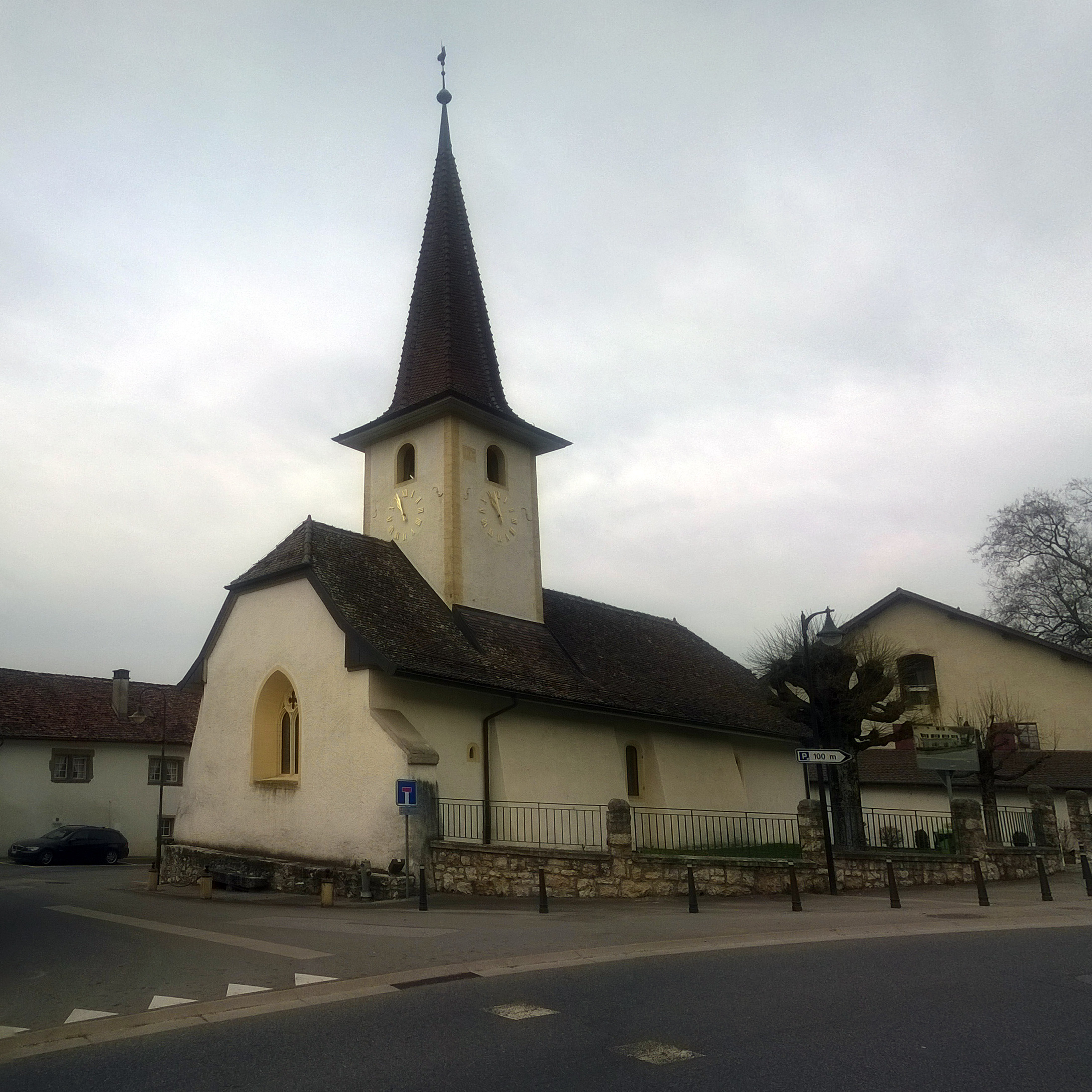
La chiesa di San Pietro

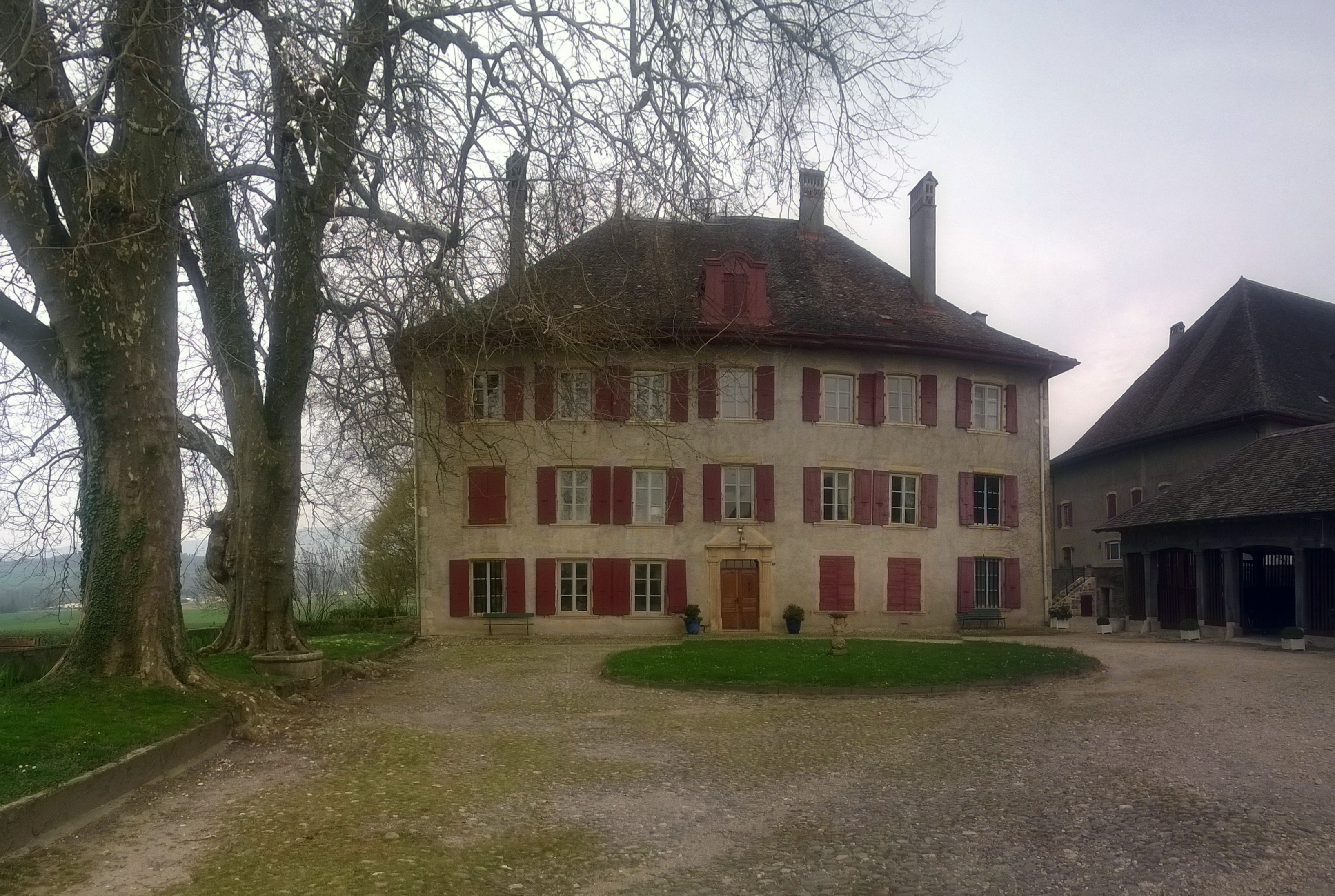
Il castello d'En-Haut

- Chiesa riformata di San Pietro, attestata dal 1228 e ricostruita nel 1673-1675[1];
- Castello d'En-Haut, eretto nel 1786[1].

## Società

### Evoluzione demografica
L'evoluzione demografica è riportata nella seguente tabella:
Abitanti censiti

## Amministrazione
Ogni famiglia originaria del luogo fa parte del cosiddetto comune patriziale e ha la responsabilità della manutenzione di ogni bene ricadente all'interno dei confini del comune.

## Infrastrutture e trasporti
Eclépens è servita dall'omonima stazione sulla ferrovia Losanna-Olten.